# Chartreuse de La Lance
La chartreuse de La Lance est une ancienne chartreuse de Suisse située sur le territoire de la commune vaudoise de Concise.

## Histoire
La chartreuse de La Lance, qui tire son nom du ruisseau de La Lancy qui traversait la propriété et marquait la frontière entre la seigneurie de Grandson et le comté de Neuchâtel, a été fondée en 1317 par Othon Ier de Grandson. Ce dernier offre également aux moines différents droits de pêche et de pâture. Les travaux commencent en 1318 et s'achèvent en 1328 avec la consécration de l'église par l'évêque de Lausanne. Premier prieur : Jean de Montaigu, 1317-1323.
Le bâtiment principal de la chartreuse est partiellement détruit en 1476 lors de la bataille de Grandson, qui se déroule à proximité. En 1538, après la conquête bernoise et l'imposition de la Réforme protestante, les religieux sont expulsés du couvent. Le bailli de Grandson, Jacques Tribolet, en profite pour racheter le domaine et fait démolir une partie des bâtiments et transformer l'église en cave et pressoir. En 1770, le domaine est cédé à Simon de Rochefort-Neuchâtel, qui y fait construire une grange et une écurie, puis l’ensemble passe aux mains de Jacques-Louis de Pourtalès en 1794. D’importantes transformations, en 1816, créent un plancher intermédiaire dans l'église, avec établissement d’une bibliothèque.
L'ancienne chartreuse est aujourd'hui une propriété privée. Classée comme bien culturel suisse d'importance nationale, ses propriétaires y exploitent un vignoble de 8 hectares et louent des salles pour différentes manifestations.